# Appleton, Maine
Appleton är en kommun i Knox County i delstaten Maine, USA.